# マリオン郡 (フロリダ州)
マリオン郡（英: Marion County）は、アメリカ合衆国フロリダ州のフロリダ半島北部に位置する郡である。人口は37万5908人（2020年）。郡庁所在地はオカラであり、同郡で人口最大の都市である。
マリオン郡はその全体でオカラ大都市圏を構成している。この大都市圏はアメリカ合衆国行政管理予算局が規定し、アメリカ合衆国国勢調査局などの機関が統計目的で利用する統計地域である。最初のオカラ標準大都市統計地域は1981年に指定されていた。

## 歴史
マリオン郡は1844年にアラチュア郡、モスキート郡（オレンジ郡）、ヒルズボロ郡のそれぞれ一部を合わせて設立された。1853年まではその領域に、現在のレイク郡とサムター郡の大半を含んでいた。1849年、パットナム郡が作られ、マリオン郡の北東部を削った。1877年、レビー郡が作られ、郡西部が幾らか削られた。郡名はサウスカロライナ州出身であり、アメリカ独立戦争ではゲリラ戦を指導して英雄になったフランシス・マリオンに因んで名付けられた。フロリダ準州の中からマリオン郡を創設する法は、1844年3月14日、準州知事R・K・コールが署名して法になった。郡の初期開拓者の多くはサウスカロライナ州出身だった。郡のモットーは「太陽の王国」である。郡内の農園は、アファームドやニードルズなどの競走馬を育てていることで知られている。

### 保安官事務所
マリオン郡が設立されて間もなく、ウィリアム・ストライフェルが初代保安官に指名されたが、ストライフェルはその年の残り期間を務めただけだったことが分かっている。1845年に州憲章が制定された結果として、マリオン郡保安官事務所が存在するようになった。
正式な初代保安官は1845年10月31日に宣誓したエドマンド・デイビス・ハウスであり、1851年まで務めた。最初の監獄は1847年頃に、オカラ市の現在中心街広場となっている場所の北西隅に建設された。初代の郡庁舎は1850年に計画され、1851年に広場に建設された。2階建て、風格のあるコロニアル様式の枠構造だった。1階が事務所、2階に議事室が置かれた。監獄は約15フィート (4.5 m) 四方の二階建て、小さな建物だった。1階の入り口から二階に通じていた。1854年、広場にある新しい庁舎の美観を損なうという苦情があり、新しい監獄が広場から離れた場所に建設された。
2代目保安官シメオン・ハルベンストンは1852年から1855年まで務めたが、政治的な事情により任期半ばに辞任した。1856年にノーマン・A・マクロードが後任になったが、シメオン・ハルベンストンが再任されるまでの短期間を務め、さらに1857年から1859年にマクロードが再任された。1859年、ダニエル・カップルマンが5代目保安官に選出され、1860年から1863年まで務めた。

## 地理
アメリカ合衆国国勢調査局に拠れば、郡域全面積は1,663.01平方マイル (4,307.2 km2)であり、このうち陸地1,578.86平方マイル (4,089.2 km2)、水域は84.15平方マイル (217.9 km2)で水域率は5.06%である。

### マリオン郡の位置と地形
マリオン郡は高いものや低いものなどうねりのある丘陵で構成されている。樹木はライブオーク、松、椰子が多い。マリオン郡はフロリダ州北中部では南端、州中央部では北端にあると見なされている。
州内の主要都市には車で2時間ほどの距離にある。オーランドは南東に75分であり、デイトナビーチは東に約90分である。タンパは南西に約75分、ジャクソンビルは北東にほぼ2時間で着ける。マイアミは南東に5時間、フォートローダーデールは約4時間である。
郡内には大きな湖が3つある。オレンジ湖は最北部のアラチュア郡境に近く、カー湖は北東部のソルトスプリングスに近くパットナム郡境にも近い。ウェア湖が3つの中では最大であり、南部のレイク郡境に近い。ジョージ湖の1部も郡内に入っている。
マリオン郡は内陸にあり、東の大西洋と西のメキシコ湾の中間にある。このために、東西の海岸にある郡ほどはハリケーンの影響を受けない。しかし、竜巻が脅威になっている。2つの海岸からは離れているが、やや西のメキシコ湾寄りに位置している。それ故にメキシコ湾までは1時間足らずで行けるが、大西洋までは1時間半掛かる。

### 隣接する郡
- パットナム郡 - 北東
- ボルーシャ郡 - 東
- レイク郡 - 南東
- サムター郡 - 南
- シトラス郡 - 南西
- レビー郡 - 西
- アラチュア郡 - 北西

### 国立保護地域
- オカラ国立森林公園（部分）

## 人口動態
以下は2000年国勢調査による人口統計データである。
| 基礎データ - 人口: 285,916人 - 世帯数: 106,755 世帯 - 家族数: 74,621 家族 - 人口密度: 63人/km2（164人/mi2） - 住居数: 122,663軒 - 住居密度: 30軒/km2（78軒/mi2） 人種別人口構成 - 白人: 84.16% - アフリカン・アメリカン: 11.55% - ネイティブ・アメリカン: 0.45% - アジア人: 0.70% - 太平洋諸島系: 0.02% - その他の人種: 1.69% - 混血: 1.44% - ヒスパニック・ラテン系: 6.03% 先祖による構成 - イギリス系：18.7% - ドイツ系：16.7% - アイルランド系：14.0% 年齢別人口構成 - 18歳未満: 21.4% - 18-24歳: 6.4% - 25-44歳: 23.8% - 45-64歳: 23.9% - 65歳以上: 24.5% - 年齢の中央値: 44歳 - 性比（女性100人あたり男性の人口） - 総人口: 93.3 - 18歳以上: 89.9 | 世帯と家族（対世帯数） - 18歳未満の子供がいる: 24.7% - 結婚・同居している夫婦: 55.6% - 未婚・離婚・死別女性が世帯主: 10.7% - 非家族世帯: 30.1% - 単身世帯: 25.0% - 65歳以上の老人1人暮らし: 13.0% - 平均構成人数 - 世帯: 2.36人 - 家族: 2.79人 収入と家計 - 収入の中央値 - 世帯: 31,944米ドル - 家族: 37,473米ドル - 性別 - 男性: 28,836米ドル - 女性: 21,855米ドル - 人口1人あたり収入: 17,848米ドル - 貧困線以下 - 対人口: 13.1% - 対家族数: 9.2% - 18歳未満: 20.2% - 65歳以上: 7.4% |

## 都市と町

### 法人化自治体
- オカラ - 郡庁所在地
- ベルビュー
- ダネロン
- マッキントッシュ
- レディック

### 未編入の町
- サマーフィールド
- フォートマッコイ
- マリオンオークス
- シルバースプリングスショアーズ
- ソルトスプリングス
- アンソニー
- ザ・ビレッジズ（部分）
- オレンジスプリングス

## 警察組織
- マリオン郡保安官事務所[7]
- ベルビュー警察署[8]
- ダネロン警察署[9]
- オカラ警察署[10]

## 州政府の機関
フロリダ州矯正省が郡内の未編入領域にあるローウェル矯正施設やローウェル分館などの施設を運営している。分館には女性死刑囚を収容している。

## 教育
郡内の公共教育はマリオン郡教育学区が管轄している。学区内には小学校28校、中学校8校、高校8校、チャータースクール3校、特殊学校14校などがある

### 政府関連
- Marion County Fire Rescue
- Marion County Board of County Commissioners
- Marion County Supervisor of Elections
- Marion County Property Appraiser
- Marion County Sheriff's Office
- Marion County Tax Collector

### 特殊地区
- Marion County School Board
- Southwest Florida Water Management District
- St. Johns River Water Management District

### 司法関連
- Marion County Clerk of Courts
- Public Defender, 5th Judicial Circuit of Florida serving Citrus, Hernando, Lake, Marion, and Sumter counties
- Office of the State Attorney, 5th Judicial Circuit of Florida[リンク切れ]
- Circuit and County Court for the 5th Judicial Circuit of Florida[リンク切れ]

### 観光
- Ocala/Marion County Chamber of Commerce
- Ocala/Marion Visitors' & Convention Bureau

### 民間
- Photographs From the State Library & Archives of Florida.

座標: 北緯29度13分 西経82度04分 / 北緯29.21度 西経82.06度